# (33316) 1998 KY65
1998 KY65 (asteroide 33316) é um asteroide da cintura principal. Possui uma excentricidade de 0.19717310 e uma inclinação de 30.64936º.
Este asteroide foi descoberto no dia 27 de maio de 1998 por LINEAR em Socorro.